# Сан-Луис (река)
Сан-Луис (исп. Rio San Luis) — река в республике Уругвай.

## География
Река Сан-Луис берёт начало на возвышенности Кучилья-де-ла-Карбонера в департаменте Роча, впадает в озеро Лагоа-Мирин.
Длина реки составляет 110 км, а бассейн занимает площадь около 2360 км². Воды реки используются для орошения рисовых полей.